# 2011-es magyar birkózóbajnokság
A 2011-es magyar birkózóbajnokság a száznegyedik magyar bajnokság volt. A férfi kötöttfogású bajnokságot április 16-án rendezték meg Budapesten, az ESMTK sportcsarnokában, a férfi és a női szabadfogású bajnokságot pedig május 1-jén Szombathelyen.

## Eredmények

### Férfi kötöttfogás
| Versenyszám | Arany                           | Arany | Ezüst                                      | Ezüst | Bronz                                                           | Bronz |
| ----------- | ------------------------------- | ----- | ------------------------------------------ | ----- | --------------------------------------------------------------- | ----- |
| 55 kg       | Borsos Dávid Kaposvári NSE      |       | Knipli Csongor Dél-Zselic SE               |       | Juhász Bence Diósgyőri BCMolnár Róbert Ferencvárosi TC          |       |
| 60 kg       | Gérnyi Dávid Kőbányai SC        |       | Pál Norbert Honvéd Szondi SE               |       | Kránitz Adrián Orosházi SpartacusAntal Dávid Orosházi Spartacus |       |
| 66 kg       | Korpási Bálint BVSC             |       | Szakolczi Hunor Dorogi NC-Honvéd Szondi SE |       | Ungi Lajos Tatabányai SCJäger Krisztián BVSC                    |       |
| 74 kg       | Szabó Martin Sziget SC          |       | dr. Kun Renátó Ferencvárosi TC             |       | Hlavati Dániel BVSCMadarasi Gábor Egri Vasas                    |       |
| 84 kg       | Bácsi Péter Ferencvárosi TC     |       | Farkas Bálint Egri Vasas-SI                |       | Fodor Zoltán Ferencvárosi TCDajka Zsolt Kecskeméti TE           |       |
| 96 kg       | Németh Iván Ferencvárosi TC     |       | Rizmajer György BVSC                       |       | Varga Ádám Vasas SCKálmán Péter Kőbányai SC-Kaposvári NSE       |       |
| 120 kg      | Deák Bárdos Mihály Diósgyőri BC |       | Lám Bálint BVSC                            |       | Egervári László Vasas SCNunajev Juszup Vasas SC                 |       |

### Férfi szabadfogás
| Versenyszám | Arany                                          | Arany | Ezüst                                          | Ezüst | Bronz                                                                 | Bronz |
| ----------- | ---------------------------------------------- | ----- | ---------------------------------------------- | ----- | --------------------------------------------------------------------- | ----- |
| 55 kg       | Molnár Róbert Ferencvárosi TC                  |       | Nyíri Milán Csepeli BC                         |       | Fekete Zoltán Abonyi BCJuhász Bence Diósgyőri BC                      |       |
| 60 kg       | Molnár József Abonyi BC                        |       | Antal Dávid Orosházi Spartacus                 |       | Andor Tibor Szigetvári BSEAlgács Zoltán Csepeli BC                    |       |
| 66 kg       | Wöller Gergő Vasas SC-Testnevelési Főiskola SE |       | Farkas Gábor Vasas SC-Testnevelési Főiskola SE |       | Szakolczi Zoltán Dorogi NC-Honvéd Szondi SELukács Norbert Csepeli BC  |       |
| 74 kg       | Tőzsér Sándor Debreceni Sportcentrum           |       | Molnár Bálint Haladás VSE                      |       | Gulyás Zsombor Csepeli BCSzabó Róbert Kiskunfélegyházi VTK-Csepeli BC |       |
| 84 kg       | Veréb István Haladás VSE                       |       | Szmik Attila Dunaharaszti MTK-Csepeli BC       |       | Sarkadi Péter Törökszentmiklósi BDSKAdamecz József Vasas SC           |       |
| 96 kg       | Kiss Gergely Orosházi Spartacus                |       | Szabó Mihály Vasas SC-Orosházi Spartacus       |       | Hidegh Csaba Haladás VSEFodor Tamás Vasas SC                          |       |
| 120 kg      | Csercsics Richárd Haladás VSE                  |       | Nunajev Juszup Vasas SC                        |       | Dajka Zsolt Kecskeméti TEEgervári László Vasas SC                     |       |

### Női szabadfogás
| Versenyszám | Arany                                   | Arany | Ezüst                                                | Ezüst | Bronz                                                              | Bronz |
| ----------- | --------------------------------------- | ----- | ---------------------------------------------------- | ----- | ------------------------------------------------------------------ | ----- |
| 48 kg       | Mihálovics Ivett Szigetvári BSE         |       | Nyíri Dóra Püspökladányi BK                          |       | –                                                                  |       |
| 51 kg       | Nagy Brigitta Ferencvárosi TC-Gyál TBSE |       | Csík Annamária Tatabányai SC                         |       | Köteles Alexandra Törökszentmiklósi BDSKLemák Diána Érdi Spartacus |       |
| 55 kg       | Barka Emese Vasas SC                    |       | Jäger Szimonetta Dorogi NC                           |       | Felhő Izabella Pestszentimrei BDSE                                 |       |
| 59 kg       | Kőrösi Kitti Zalaegerszegi BSE          |       | Fábián Viktória Ferencvárosi TC-Gyál TBSE            |       | Forgó Fruzsina Vasas SC                                            |       |
| 63 kg       | Sleisz Gabriella Mogyoródi KSK          |       | Tóth Krisztina Ferencvárosi TC                       |       | –                                                                  |       |
| 67 kg       | Rádi Nikoletta Kecskeméti TE            |       | Ebenspanger Dóra Kőbánya SC-Testnevelési Főiskola SE |       | –                                                                  |       |
| 72 kg       | Godó Kitti Ferencvárosi TC-Gyál TBSE    |       | Siroki Tímea Erzsébeti SMTK                          |       | –                                                                  |       |